# 905
905(구백오)는 904보다 크고 906보다 작은 자연수다.

## 수학
- 합성수로, 그 약수는 1, 5, 181, 905다. 진약수의 합은 187이므로, 905는 부족수다.
- 피타고라스 삼조의 빗변의 길이이다.
  - {\displaystyle 464^{2}+777^{2}=905^{2}}[a]
  - {\displaystyle 616^{2}+663^{2}=905^{2}}[b]
- {\displaystyle 905=109+113+127+131+137+139+149}
  - 연속하는 소수(素數) 7개의 합으로 나타낼 수 있으며, 이 성질을 지닌 앞의 수는 863, 다음 수는 947이다.
- {\displaystyle 905=8^{2}+29^{2}=11^{2}+28^{2}}
  - 서로 다른 두 자연수의 제곱합으로 나타내는 방법이 두 가지인 수다.

## 과학·기술
- NGC 905(영어판): 고래자리 방향에 있는 렌즈형은하.
- 905 우니페르지타스(영어판): 소행성.
- 인텔샛 905(영어판): 인텔샛의 통신 위성.
- 푸조 905(영어판): 푸조의 스포츠카.

## 교통

### 철도
- 서울 지하철 9호선 마곡나루역의 역번호.

### 도로
- 905번 지방도: 경상북도 고령군 성산면 기족리에서 구미시 원평동까지 이어지는 대한민국의 지방도.

## 군사
- U-905(영어판): 제2차 세계 대전에 사용된 나치 독일의 군용 잠수함.

## 문화유산
- 대한민국의 보물 제905호: 김성일 종가 전적

## 스포츠
- 905 더비(영어판): 캐나다의 축구단 포지 FC와 요크 유나이티드 FC의 더비.

## 기타
- 날짜: 9월 5일
- 연도: 905년, 기원전 905년